# ウエスト・カリビアン航空708便墜落事故
ウエスト・カリビアン航空708便墜落事故 (West Caribbean Airways Flight 708) は、2005年8月16日火曜日の朝にウエスト・カリビアン航空708便がベネズエラ西部のコロンビア国境付近で墜落した事故である。原因は使用限界高度を超えた高度でアンチアイス（防氷装置）を再起動したことによる推力低下とパイロットの対処ミスだった。

## 事故当日の708便
- 乗務員：8名
  - 運航乗務員：2名（機長（40歳）・副操縦士（21歳））
  - 客室乗務員：6名
  - 乗客：152名

## 事故概要

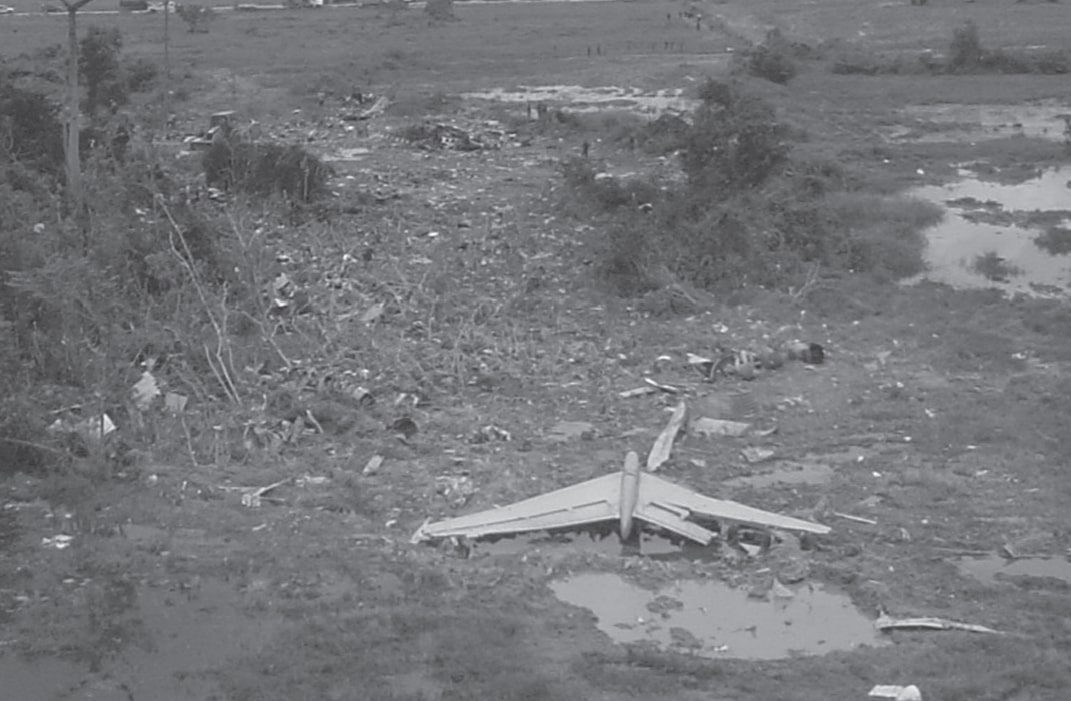
墜落現場

この便は、フランスの海外県の1つであるマルティニークの旅行代理店 Globe Trotters de Rivière Salée によってチャーターされたもので、パナマのトクメン国際空港からマルティニークのフォール・ド・フランス空港へ向かう途中であった。
搭乗していたとみられる160人のうち、乗員8人はコロンビア人だった。乗客152人はフランス人、コロンビア人、パナマ人で、ほとんどがパナマで休暇を過ごしたフランス人だった。
事故機は、コロンビアとベネズエラの国境付近で2基のエンジンのうち片側に異常が発生し、しばらくしてもう一方のエンジンも異常が発生した。緊急着陸を試みるためマラカイボの空港に向かったが、毎分7,000フィート (2,100 m)の降下を止めることが出来ず墜落した。

## 時間経過

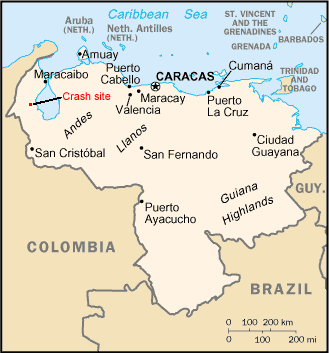
ベネズエラ。機体は西から東に飛行していた

パナマ共和国午前1時（ベネズエラ、マルティニークでは午前2時）。パナマ共和国パナマシティにあるトクメン空港 (PTY) を出発。ベネズエラのカラカス (Caracas) の管制塔に、この旅客機から片方のエンジンに異常があると報告がある。
- 数分後、もう片方のエンジンにも異常ありと報告がある。管制はマラカイボ湖の西にある都市、マラカイボ (Maracaibo) の空港に緊急着陸を許可する。それから数分後に交信が途絶える。 コロンビアの国境から30キロほど離れた、ベネズエラ西部スリア州にある山間部の町、Machiques 付近の牛牧場へ墜落し、直後に爆発した。

## 事故原因
この事故の調査は、事故発生地点であるベネズエラの反米感情を考慮し、ベネズエラ事故調査委員会とフランス事故調査委員会の共同で行われることとなった。
事故原因はエンジン異常ではなく、操縦士が気流の良い高度を探して度重なる上昇と降下を行い、着氷対策に設置されているアンチアイス（防氷装置）の起動と停止を繰り返したことだった。この行為が機体制御を失わせる直接の原因となったとし、このトラブルに対する対応を間違えたことが最悪の結果につながったと結論付けた。
事故の切っ掛けは、ウエスト・カリビアン航空の財政難によってパイロットが燃費対策に動いたことであった。事故当日の条件ではアンチアイス（防氷装置）の使用限界高度が31,900フィート (9,700 m)であったが、燃費を稼ぐために一時停止させていたアンチアイス（防氷装置）を33,000フィート (10,000 m)で再起動したため、電力を得るためにエンジン出力が奪われて推力が低下した。さらに、自動操縦システムが高度を維持しようと機首を上げたところ、最悪のタイミングで発生した乱気流により機体が上向きになりさらにエンジン出力が低下した。この出力低下を機長がエンジンの異常だと勘違いしたのが致命傷となり、この状況下での正しい機動である機首下げを行わなかったため、機体はディープストールに陥り制御不能のまま墜落した。

## 航空機
この事故で墜落した機体は、マクドネル・ダグラスMD-82型（1986年製造） である。同機は、以前コンチネンタル航空が所有していた（当時の機体記号はN72824）が、2005年1月10日にウエスト・カリビアン航空がこの航空機の引き渡しを受けた。

## 航空会社
ウエスト・カリビアン航空は、1998年に設立されたコロンビアの航空会社である。2005年3月26日にウエスト・カリビアン航空のプロペラ機がコロンビアのプロビデンシア島で離陸直後に墜落した。この事故で乗員2名と乗客6名が死亡し、6人が負傷した。
708便の事故当時、同社はパイロットが燃費対策に勤しまざるをえない程に財政が悪化しており、事故後は一便も飛ぶことなく倒産したため、この事故が同社の最後のフライトとなった。

## 注・出典
1. ↑  現・エメ・セゼール・マルティニーク国際空港。
2. ↑  事故の被害者にフランス人が多かった事からの選定であるが、両者の手に負えない部分に関してはNTSB（アメリカ国家運輸安全委員会）のサポートを受けている。

## 映像化
- メーデー!:航空機事故の真実と真相 第9シーズン第3話「THE PLANE THAT FLEW TOO HIGH」